# 紀元前40年代
紀元前40年代（きげんぜんよんじゅうねんだい）は、西暦による紀元前49年から紀元前40年までの10年間を指す十年紀。

## できごと

### 紀元前49年
- ローマ帝国のユリウス・カエサルと元老院の間で内戦（〜紀元前46年）。カエサルは勝利し、終身独裁官となった。

### 紀元前45年
- カエサル、ユリウス暦を作る。

### 紀元前44年
- 3月15日 - 独裁官のユリウス・カエサルは、彼に反対する23人の謀略者によって暗殺された。このうち後世最も有名になったのは、マルクス・ユニウス・ブルトゥスとガイウス・カッシウス・ロンギヌスである。

## 主な人物
- ユリウス・カエサル:ローマの独裁官（紀元前100年 - 紀元前44年）
- マルクス・ユニウス・ブルトゥス:ローマの政治家（紀元前85年 - 紀元前42年）
- マルクス・アントニウス:ローマの政治家、軍人（紀元前83年 - 紀元前30年）
- クレオパトラ7世:エジプトのファラオ（紀元前70年 - 紀元前30年）
- オクタウィアヌス:ローマの政治家、軍人（紀元前62年 - 14年）
- カエサリオン:エジプトのファラオ（紀元前47年 - 紀元前30年）
- ガイウス・カッシウス・ロンギヌス:ローマの政治家（紀元前42年没）

## 死去
- 3月15日 - ユリウス・カエサル